# Tháp Tokyo
Tháp Tokyo (東京タワー Tōkyō tawā, Tokyo Tower) là một tháp truyền thông và quan sát tọa lạc tại khu vực Shiba-koen thuộc quận Minato, Tokyo, Nhật Bản. Với độ cao 332,9 mét (1.092 ft), đây là cấu trúc cao thứ nhì tại Nhật Bản. Cấu trúc là một tháp khung thép lấy cảm hứng từ tháp Eiffel, được sơn màu trắng và cam quốc tế để tuân thủ các quy định an toàn hàng không.
Tháp được xây vào năm 1958, nguồn thu chính của tháp là du lịch và cho thuê đặt ăngten. Trên 150 triệu người đến thăm tháp kể từ khi nó được khánh thành. Một tòa nhà bốn tầng mang tên FootTown nằm ngày bên dưới tháp, gồm các bảo tàng, quán ăn và cửa hiệu. Khởi hành từ đó, du khách có thể lên hai đài quan sát. Đài quan sát chính gồm hai tầng nằm trên độ cao 150 mét (490 ft), trong khi đài quan sát đặc biệt có quy mô nhỏ hơn nằm tại độ cao 249,6 mét (819 ft).
Tháp đóng vai trò là một cấu trúc hỗ trợ cho ăngten. Theo dự định ban đầu, các ăngten phát sóng truyền hình-phát thanh được lắp đặt vào năm 1961. Tuy nhiên, số hóa truyền hình theo kế hoạch có vấn đề do chiều cao của tháp là 332,9 m (1.092 ft) không đủ cao để hỗ trợ thỏa đáng hoàn toàn cho phát sóng kỹ thuật số trong khu vực. Một tháp phát sóng kỹ thuật số cao hơn mang tên Tokyo Skytree được hoàn thành vào năm 2012.

## Xây dựng
Cần phải có một tháp phát sóng lớn tại khu vực Kantō sau khi NHK bắt đầu phát sóng truyền hình vào năm 1953. Các công ty truyền thông tư nhân bắt đầu hoạt động trong vòng nhiều tháng sau khi NHK xây dựng tháp truyền sóng riêng. Sự bùng nổ truyền thông này khiến chính phủ Nhật Bản cho rằng các tháp truyền sóng sẽ sớm được xây dựng trên khắp Tokyo, cuối cùng tràn ngập thành phố. Giải pháp được đề xuất là xây dựng một tháp lớn có khả năng truyền sóng ra toàn khu vực. Hơn nữa, do kinh tế quốc gia bùng nổ hậu chiến trong thập niên 1950, Nhật Bản tìm kiếm một công trình kỷ niệm nhằm tượng trưng hóa cho uy thế của một cường quốc kinh tế toàn cầu.
Người sáng lập và chủ tịch của Nippon Denpatō là Hisakichi Maeda, người chủ sở hữu và vận hành tháp, ban đầu lên kế hoạch cho một tháp cao hơn Tòa nhà Empire State tại New York có độ cao 381 mét và đương thời là cấu trúc cao nhất trên thế giới. Tuy nhiên, kế hoạch thất bại do thiếu kinh phí và vật liệu. Độ cao của tháp cuối cùng được xác định bằng khoảng cách mà các đài truyền hình cần để truyền sóng khắp khu vực Kanto, một bán kính khoảng 150 kilômét (93 mi). Tachū Naitō là nhà thiết kế nổi tiếng trong xây dựng cao ốc tại Nhật Bản, ông được lựa chọn làm người thiết kế tháp mới được đề xuất. Quan sát phương Tây để lấy cảm hứng, Naito thiết kế dựa trên tháp Eiffel tại Paris, Pháp. Với sự giúp đỡ của công ty công trình Nikken Sekkei Ltd., Naitō tuyên bố thiết kế của ông có thể chịu được các trận động đất có cường độ gấp hai lần Đại địa chấn Kanto 1923 hoặc bão có sức gió lên đến 220 kilômét trên giờ (140 mph).
Dự án xây dựng mới thu hút hàng trăm tobi, tức các công nhân xây dựng truyền thống người Nhật chuyên xây dựng các cấu trúc cao. Công ty Takenaka tiến hành động thổ vào tháng 6 năm 1957 và mỗi ngày có ít nhất 400 người lao động làm việc để xây tháp. Tháp được dựng bằng thép, một phần ba trong đó là phế liệu kim loại lấy từ các xe tăng của Hoa Kỳ bị hỏng trong Chiến tranh Triều Tiên. Khi một ăngten cao 90 mét được bắt vít vào ngày 14 tháng 10 năm 1958, Tháp Tokyo trở thành tháp đứng độc lập cao nhất trên thế giới, đoạt vị trí này từ Tháp Eiffel khi vượt 13 mét. Mặc dù cao hơn Tháp Eiffel, song Tháp Tokyo chỉ nặng 4.000 tấn, nhẹ hơn Tháp Eiffel 3.300 tấn. Sau này có nhiều tháp khác vượt qua độ cao của Tháp Tokyo, song đây vẫn là cấu trúc nhân tạo cao nhất tại Nhật Bản cho đến tháng 4 năm 2010, khi bị Tokyo Skytree vượt qua. Tháp khai trương trước công chúng vào ngày 23 tháng 12 năm 1958 với chi phí tổng kết là 2,8 tỷ Yên (8,4 USD năm 1958). Tháp Tokyo được thế chấp lấy 10 tỷ Yên vào năm 2000.
Tháp được lên kế hoạch là một ăngten phục vụ truyền thông và có màu sáng chói để phù hợp với luật hàng không vào đương thời, hai đài quan sát toàn cảnh của tháp hiện chủ yếu là du khách lui tới; tháp tạo thành một điểm tham chiếu rõ ràng trong khung cảnh lộn xộn của trung tâm thành phố, cả đêm lẫn ngày. Cứ mỗi 5 năm thì Tháp Tokyo được sơn lại trong một quá trình kéo dài khoảng 12 tháng.

## Chức năng

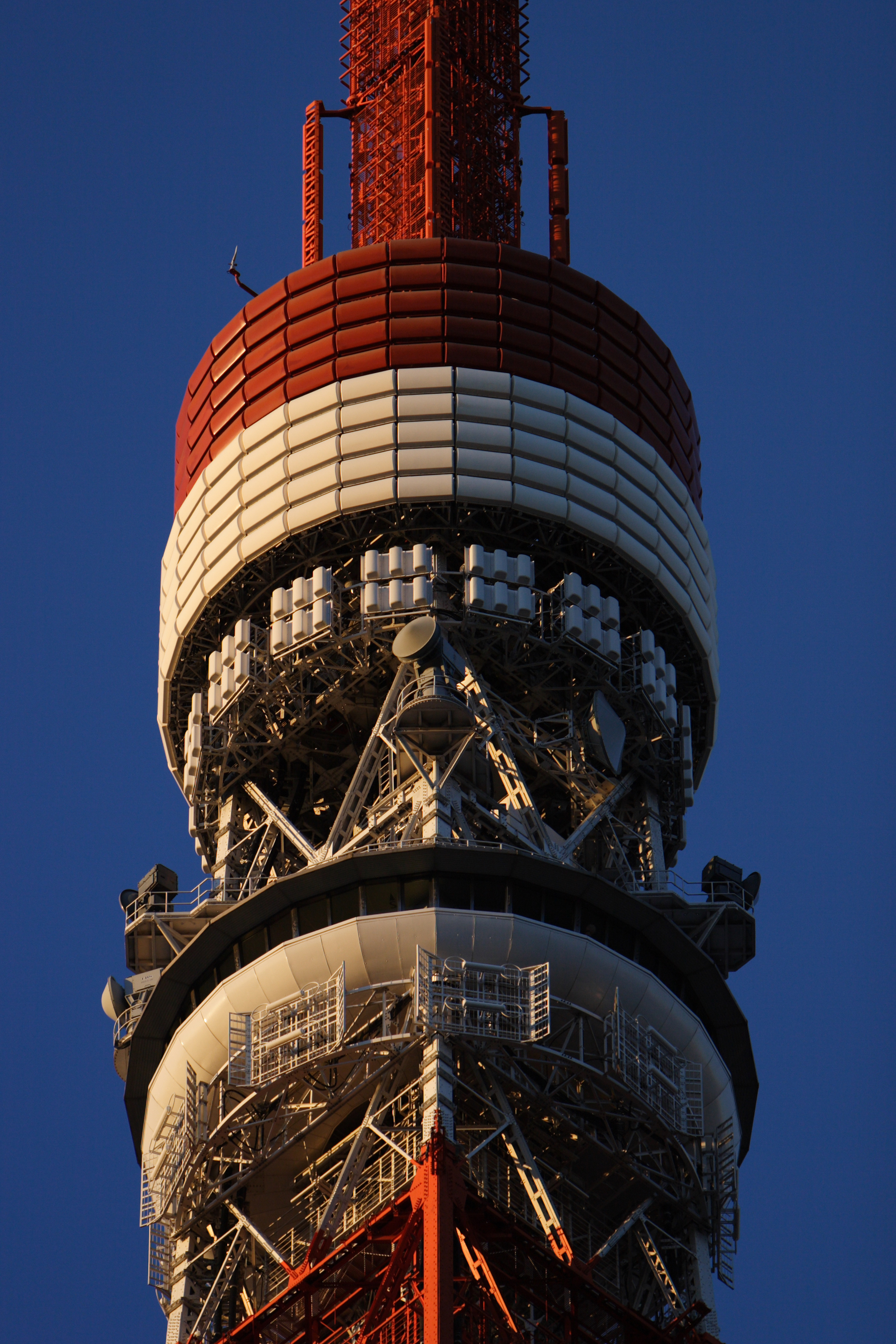
Đài quan sát đặc biệt tọa lạc thẳng bên dưới của thiết bị phát sóng truyền hình kỹ thuật số

Hai nguồn thu chủ yếu của Tháp Tokyo là thuê ăngten và du lịch. Tháp có chức năng của một cấu trúc hỗ trợ ăngten phát sóng phát thanh và truyền hình và là một địa điểm du lịch thu hút. Tính đến năm 2008, trên 150 triệu lượt người đến thăm tháp từ khi nó được khánh thành vào cuối năm 1958. Số lượt thăm tháp giảm dần cho đến khi chạm đáy ở mức 2,3 triệu vào năm 2000. Khu vực đầu tiên mà du khách phải đến khi muốn lên tháp là FootTown, một tòa nhà bốn tầng đặt ngay bên dưới tháp. Tại đây, du khách có thể dùng bữa, mua sắm, và thăm một số bảo tàng và nhà triển lãm. Có thể sử dụng thang máy khởi hành từ tầng một của FootTown để lên đài quan sát đầu tiên, là Đài quan sát chính có hai tầng. Với mức giá vé khác, du khách có thể từ tầng hai của Đài quan sát chính lên Đài quan sát đặc biệt.

### Phát sóng
Có nhiều tổ chức sử dụng Tháp Tokyo cho các mục đích phát sóng khác nhau. Cấu trúc ban đầu có mục đích là phát sóng truyền hình, song các ăngten phát thành được lắp đặt vào năm 1961 do Tháp có thể chứa được. Hiện nay, Tháp phát sóng truyền hình analog, truyền hình kỹ thuật số, phát thanh và phát thanh kỹ thuật số. Các đài sử dụng ăngten đặt tại tháp gồm có:
- NHK General TV Tokyo (JOAK-TV): VHF Channel 1 (Analog)
- NHK Educational TV Tokyo (JOAB-TV): VHF Channel 2 (Analog)
- NHK Radio FM Tokyo (JOAK-FM): 82.5-MHz
  - NHK Radio 1 AM Tokyo (JOAK-AM): 594-KHz
  - NHK Radio 2 AM Tokyo (JOAB-AM): 693-KHz
- TV Asahi Tokyo (JOEX-TV): TV Asahi Analog Television/VHF Channel 10 (Analog)
- Fuji Television Tokyo (JOCX-TV): Fuji Television Analog/VHF Channel 8 (Analog)
- Tokyo Broadcasting System Television (JORX-TV): TBS Television/VHF Channel 6 (Analog)
- Nippon Television Tokyo (JOAX-TV): VHF Channel 4 (Analog)
- TV Tokyo (JOTX-TV): VHF Channel 12 (Analog)
- J-WAVE (JOAV-FM): 81.3-MHz
- Tokyo FM (JOAU-FM): 80.0-MHz
- FM Interwave (JODW-FM): 76.1-MHz
- The University of the Air TV (JOUD-TV): VHF Channel 16 (Analog)
- The University of the Air-FM (JOUD-FM): 77.1-MHz
- Tokyo Metropolitan Television (JOMX-TV): VHF Channel 14 (Analog)
- Nikkei Radio Broadcasting Relay Antenna (JOZ-SW): 3.925-MHz

Khi Nhật Bản dừng phát sóng analog, Tháp Tokyo không còn là một ăngten phát sóng đáng tin đối với phát sóng kỹ thuật số do nó không đủ cao để truyền các sóng cao tần cần thiết đến các khu vực bị rừng và nhà cao tầng bao quanh. Một giải pháp là tháp mới cao 634-mét (2.080 ft) mang tên Tokyo Skytree được khánh thành vào năm 2012. Để khiến Tháp Tokyo thu hút hơn với NHK và 5 hãng truyền thông thương mại khác có kế hoạch chuyển trạm phát sóng của họ sang tháp mới, Nihon Denpatō chính thức soạn thảo một kế hoạch kéo dài ăngten phát sóng kỹ thuật số của tháp với chi phí xấp xỉ 4 tỷ Yên (50 triệu USD). Kế hoạch không được thực hiện, Tháp Tokyo dự kiến ngừng phát sóng phát thanh và truyền hình kỹ thuật số, ngoại trừ Đại học Mở Nhật Bản sẽ tiếp tục phát sóng từ tháp. Các đài phát thanh FM cũng sẽ tiếp tục sử dụng tháp để phát sóng tại khu vực Tokyo. Giám đốc kế hoạch Masahiro Kawada cũng đưa ra khả năng tháp trở thành một nơi dự phòng cho Tokyo Skytree, tùy thuộc vào nhu cầu của các hãng truyền hình.
Đỉnh ăngten bị thiệt hại vào ngày 11 tháng 3 năm 2011 do động đất Đông Bắc. Ngày 19 tháng 7 năm 2012, chiều cao của Tháp Tokyo giảm còn 315 mét khi ăngten trên đỉnh được tu sửa.

#### FootTown

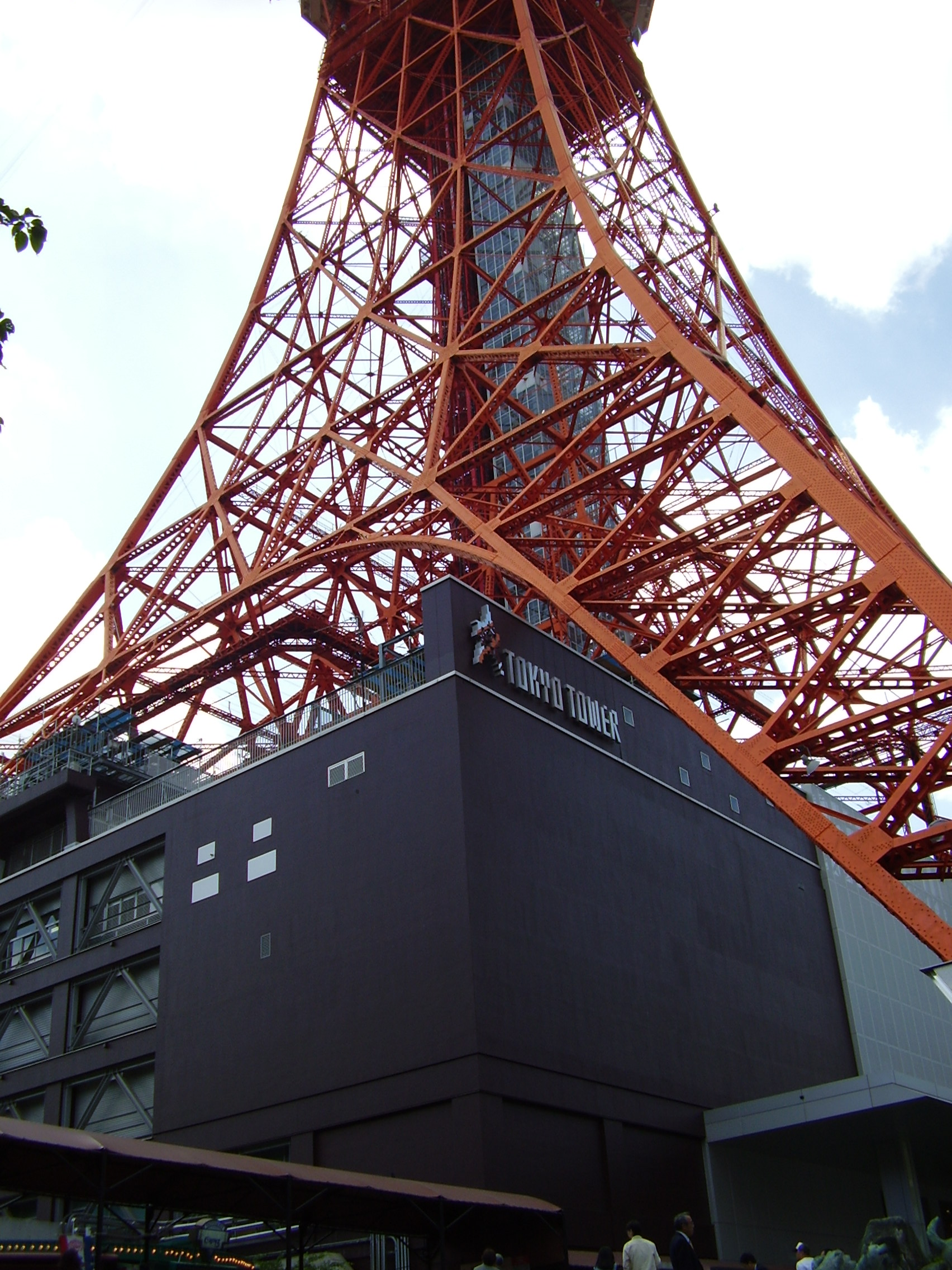
Tòa nhà FootTown nằm dưới chân Tháp Tokyo

Nằm tại chân của Tháp Tokyo là một tòa nhà bốn tầng mang tên FootTown. Tầng một gồm Nhà triển lãm Thủy cung, một sảnh lễ tân, một "Tower Restaurant" có sức chứa 400 người, một cửa hàng tiện lợi FamilyMart và một cửa hàng lưu niệm. Tuy nhiên sự thu hút chính của tầng này là ba thang máy đưa du khách thẳng lên Đài quan sát chính. Tầng hai chủ yếu là một khu vực thực phẩm và mua sắm. Ngoài 5 nhà hàng độc lập, trung tâm thực phẩm của tầng hai có 4 nhà hàng, trong đó có một của McDonald's và một của Pizza-La.

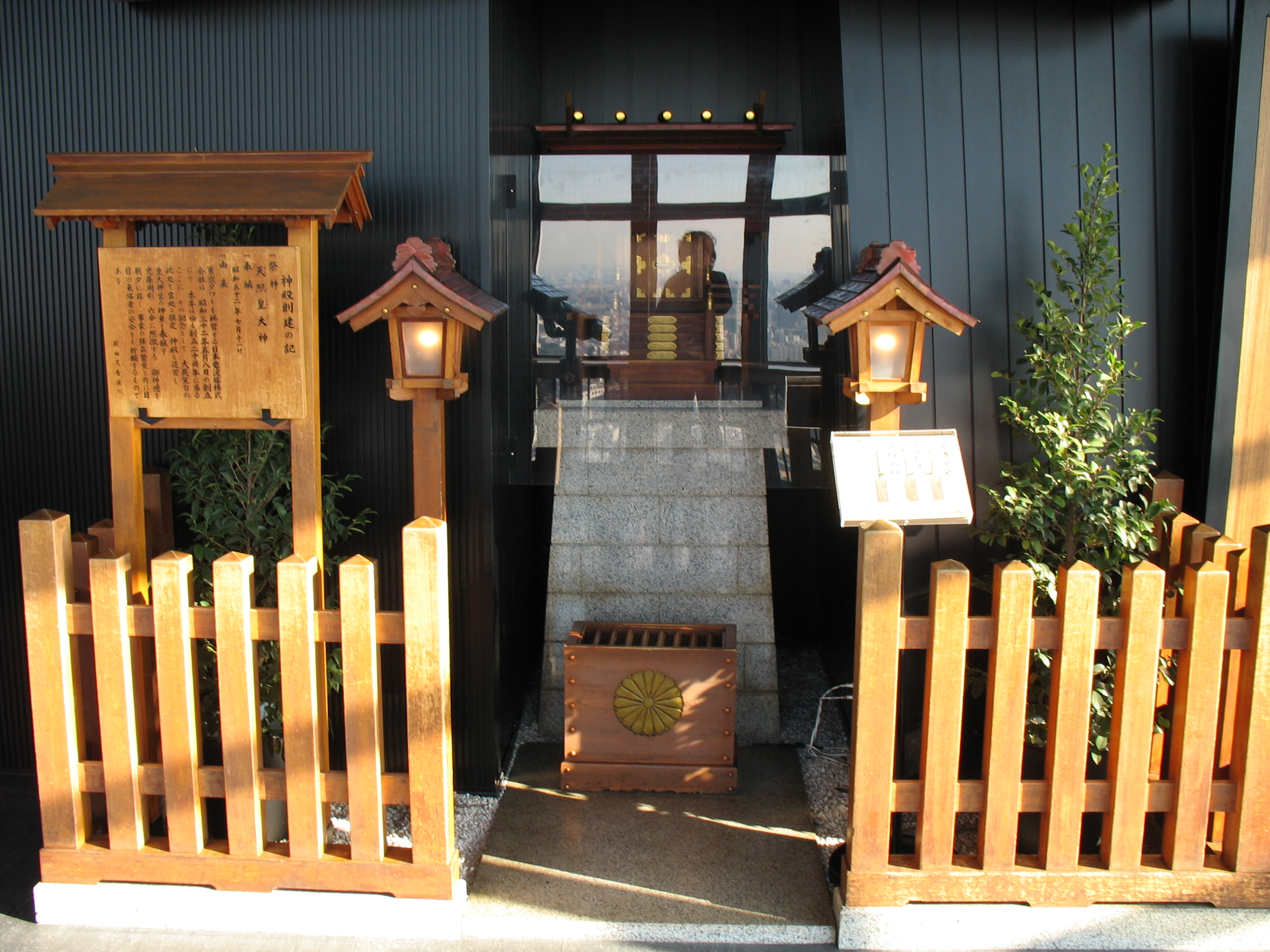
Một đền thờ Thần đạo tọa lạc tại tầng thứ hai của Đài quan sát chính.

Tại tầng thứ ba của tòa nhà có Bảo tàng kỷ lục thế giới Guinness Tokyo, với các mô tả về các kỷ lục đáng chú ý được Sách Guinness xác nhận. Bảo tàng Sáp Tháp Tokyo khai trương vào năm 1970, tại đây trưng bày tượng sáp nhập từ Luân Đôn. Các nhân vật có tượng sáp được trưng bày đa dạng từ các biểu tượng văn hóa đại chúng như The Beatles đến các nhân vật tôn giáo như Giê-su. Một nhà triển lãm ảnh toàn ký mang tên Gallery DeLux, một phòng khách và vài cửa hàng đặc sản cũng nằm tại tầng này. Nhà triển lãm nghệ thuật ảo giác của Tháp Tokyo nằm tại tầng bốn và tầng thượng của tòa nhà, nó trưng bày các ảo ảnh như các họa phẩm và vật thể mà du khách có thể tác động tương hỗ.
Nóc của FootTown là một công viên giải trí nhỏ gồm một vài trò chơi và tổ chức biểu diễn trực tiếp cho trẻ em. Vào dịp cuối tuần hoặc ngày nghỉ lễ, các du khách có thể sử dụng tầng mái để lên cầu thang ngoài của tháp. Với khoảng 660 bậc, thang dẫn trực tiếp lên Đài quan sát chính.

## Diện mạo

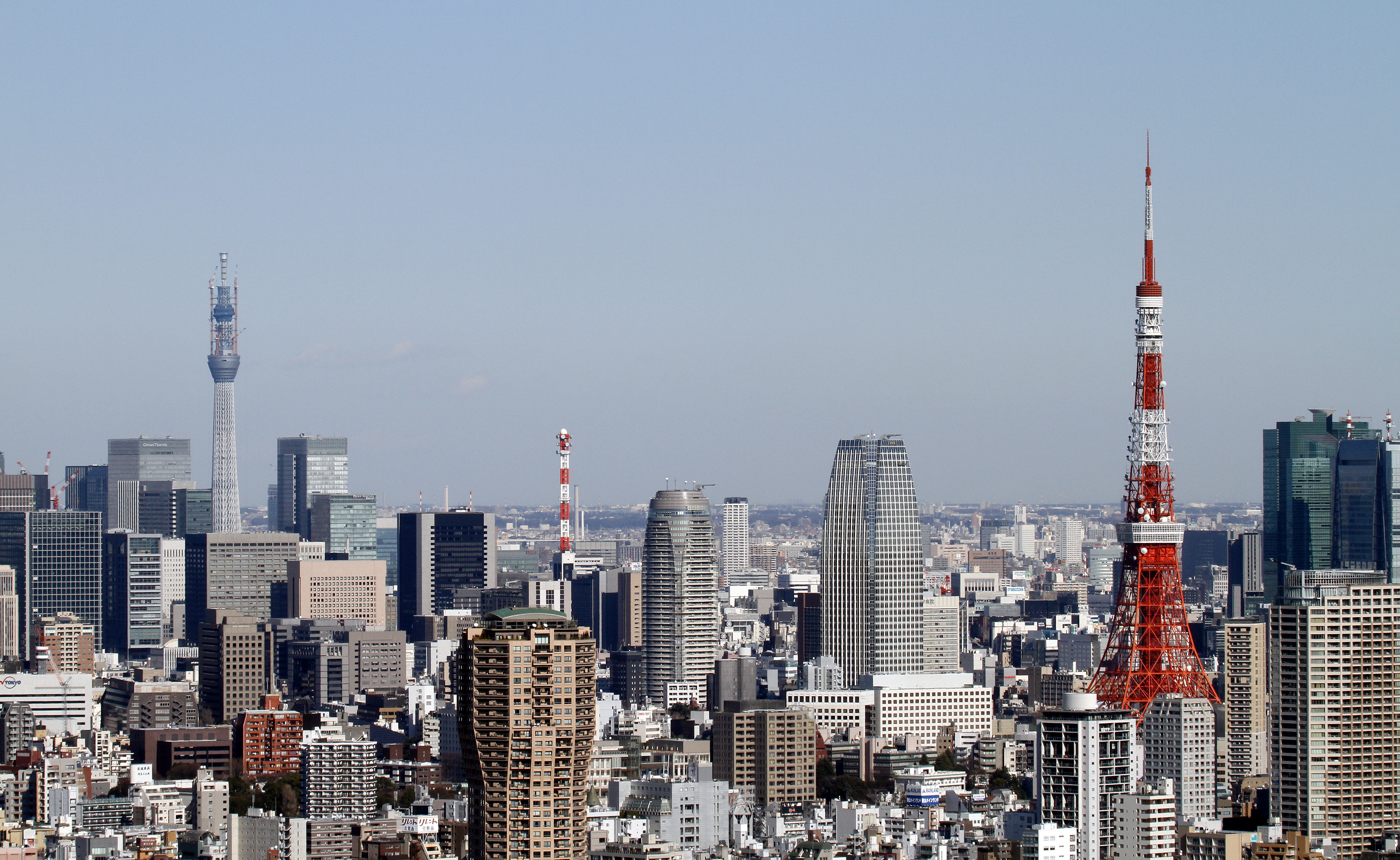
Tháp Tokyo vào tháng 1 năm 2011, Tokyo Skytree đang được xây dựng ở phía hậu cảnh.

Tháp Tokyo cần tổng cộng 28.000 lít (7.400 gal Mỹ) sơn để sơn hoàn toàn cấu trúc với màu trắng và cam quốc tế, tuân theo các quy định an toàn hàng không. Trước dịp kỷ niệm 30 năm khánh thành Tháp vào năm 1987, chỉ có các bóng đèn nằm tại đường viền góc kéo dài từ chân tháp đến ăngten. Vào mùa xuân năm 1987, Nihon Denpatō mời nhà thiết kế ánh sáng Motoko Ishii đến khảo sát tháp. Từ khi khánh thành Tháp vào 30 năm trước đó, lượng vé bán ra hàng năm của tháp giảm đáng kể, và trong một nỗ lực nhằm phục hưng tháp và xác lập đây là một địa điểm du lịch quan trọng và tượng trưng của Tokyo, Ishii được thuê để tái thiết kế bố trí ánh sáng cho Tháp Tokyo.
Hệ thống bố trí ánh sáng mới cho Tháp được khánh thành vào năm 1989, các bóng đèn tại viền ngoài bị loại bỏ và 176 đèn pha được đặt trong và quanh khung tháp. Từ hoàng hôn đến nửa đêm, các bóng đèn chiếu sáng rọi vào toàn bộ tháp. Các đèn hơi Natri được sử dụng từ 2 tháng 10 đến 6 tháng 7 để phủ một màu cam lên tháp. Từ ngày 7 tháng 7 đến 1 tháng 10, các đèn kim loại halogen chiếu sáng tháp bằng màu trắng. Nguyên nhân đằng sau sự thay đổi này là theo mùa, Ishii giải thích rằng màu cam ấm áp hơn và giúp bù đắp cho các tháng đông lạnh. Ngược lại, màu trắng được cho là một màu mát nên thích hợp cho các tháng hè nóng.
Thỉnh thoảng, ánh sáng của Tháp Tokyo được thay đổi để phục vụ các sự kiện đặc biệt. Kể từ năm 2000, toàn bộ tháp được chiếu sáng bằng màu hồng tối vào ngày 1 tháng 10 để đánh dấu bắt đầu tháng nhận thức ung thư vú quốc gia. Tháp cũng được chiếu sáng theo nhiều cách thức đặc biệt trong Giáng Sinh kể từ năm 1994. Trong đêm giao thừa, tháp sáng lên lúc nửa đêm với số năm hiển thị tại một mặt của đài quan sát để đánh dấu năm mới. Tháp cũng được chiếu sáng theo các cách thức phi truyền thống để đánh dấu các sự kiện đặc biệt của Nhật Bản cũng. Năm 2002, các đoạn giao của tháp được chiếu màu lam để đánh dấu khai mạc Giải vô địch bóng đá thế giới tại Nhật Bản. Các đoạn giao của tháp được chiếu sáng màu lục vào ngày thánh Patrick năm 2007 để kỷ niệm 50 năm quan hệ Nhật Bản-Ireland. Trong vài thời điểm khác, Tháp Tokyo từng được chiếu sáng đặc biệt nhằm đánh dấu các sự kiện thương mại, như nửa trên tháp được chiếu màu lục nhằm đánh dấu The Matrix Reloaded ra mắt bản tiếng Nhật và các đoạn khác của tháp được chiếu màu đỏ, trắng và đen để đánh dấu ngày đầu tiên bán Coca-Cola C2. Tháp được chiếu sáng theo cách thức độc nhất để chào đóng thiên niên kỷ mới vào năm 2000, lần này nhà thiết kế vẫn là Motoko Ishii.
Khi tháp được chiếu sáng, Đài quan sát chính thường giữ một vai trò quan trọng. Trong "ngày White Band" quốc tế thứ nhì vào 10 tháng 9 năm 2005, chỉ có Đài quan sát chính được chiếu sáng, với màu trắng sáng. Khi tháp được chiếu sáng theo cách thức độc nhất để kỷ niệm phát sóng kỹ thuật số mặt đất lần đầu tiên hiện hữu tại khu vực Kanto vào ngày 1 tháng 12 năm 2005, mỗi mặt của Đài quan sát chính mang các ký tự 地デジ (chi deji, viết tắt của 地上デジタル放送 chijō dejitaru hōsō  phát sóng kỹ thuật số trên mặt đất). Đài quan sát từng hiển thị các ký tự "TOKYO" và "2016" để cổ vũ Tokyo đăng cai Thế vận hội 2016. Các hình ảnh nguyên thủy, như các trái tim, cũng được biểu thị trên các cửa sổ của đài quan sát.

## Cát tường vật
Tháp Tokyo có hai cát tường vật mang tên Noppon, chúng là anh trai có quần áo màu lam, và em trai có quần áo màu đỏ. Chúng "sinh" ngày 23 tháng 12 năm 1998 để đánh dấu 40 năm khánh thành Tháp Tokyo.

## Trong văn hóa đại chúng
Cũng như Tháp Eiffel, Tháp Tokyo thường được sử dụng để nhận dạng khung cảnh Tokyo. Tháp được đề cập trong các anime và manga như Magic Knight Rayearth, Please Save My Earth, Cardcaptor Sakura, Digimon, Thủy thủ Mặt Trăng, hay Quyển sổ thiên mệnh. Tháp cũng thường được đề cập trong thể loại phim kaiju của Nhật Bản. Tháp được hư cấu là nơi diễn ra các trận chiến giữa Godzilla, Mothra và King Kong (King Kong Escapes) khi thường xuyên bị phá hủy và tái thiết.